# Capital (revistă)
Capital este o revistă financiară din România care apare săptămânal, deținută inițial de trustul media Ringier. Numărul inaugural, format din 24 de pagini, a apărut în data de 4 decembrie 1992. Din echipa inițială făceau parte George Straton (director general), Valentin Negoiță (redactor șef), Doru Lionăchescu (redactor șef adjunct), Maria Vaschi, Constantin Rudnițchi, Petre Barbu, Andreea Roșca, Ionuț Popescu, Viorica Ana Chișu, George Vulcănescu și Mircea Caster (venit în echipă la câteva luni de la lansarea revistei).
În perioada iulie - septembrie 2007, revista avea vânzări de 34.485 de exemplare pe ediție, fiind cea mai bine vândută publicație săptămânală de business.
În aceeași perioadă, revistele concurente Săptămâna Financiară și Business Magazin aveau vânzări de 27.937, și respectiv 11.620 de copii pe apariție.
Datorită situației economice din țară, care a afectat și trustul de presă, din rațiuni de reducere a costurilor, începând din mai 2009, săptămânalul Capital a apărut într-un format mai mic, schimbându-și, totodată, și ziua de apariție - lunea în loc de joia, pentru ca publicația să apară sâmbăta la București și lunea în întreaga țară, în loc de miercurea la București și joia în țară, ca până atunci. În acest fel, noua zi de apariție a revistei Capital a devenit aceeași ca și a concurentului său direct, Săptămâna Financiară care, în intervalul ianuarie 2008 - ianuarie 2009, reușise să depășească audiența publicației editate de Ringier.
Un comunicat de presă al trustului Ringier, din 11 februarie 2010, anunța că Ringier România și Bobby Păunescu au ajuns la un acord în vederea transferării proprietății cotidianului Evenimentul zilei și a revistei Capital către nou înființata companie Editura Evenimentul și Capital, al cărei acționar majoritar este Bobby Păunescu. Claudiu Șerban, care a deținut până la data tranzacției funcția de Director General Adjunct, a fost numit Director General al “Editurii Evenimentul și Capital”.
Ulterior acestui moment, s-a realizat o nouă tranzacție, acționar majoritar al Editurii Evenimentul și Capital devenind Dan Andronic. Revista Capital continuă să apară în print (anul 2022), iar site-ul se situează între primele publicații de știri din România.

## Colecția de cărți Capital
Colecția de cărți Capital 2010
Colecția de cărți Capital 2011